# Dream Wife
Dream Wife es una banda con sede en Londres cuyo sonido mezcla punk rock, pop y indie rock. El grupo se compone de Rakel Mjöll (voz principal), Alice Go (guitarra  y voz) y Bella Podpadec (bajo y voz)..Desde 2018 cuentan con la participación de  Alex Paveley a la batería.
En 2018 el grupo fue incluido en la lista de la revista Rolling Stone de las "13 mejores cosas que vimos" aquel año en el festival Lollapalooza. Kev Geoghegan y Paul Glynn de BBC Music dijeron que Dream Wife "era una banda asombrosa y una de las nuevas bandas más comentadas de 2018". Joe Lynch de Billboard escribió "Dream Wife es indiscutiblemente una de las bandas de rock en vivo más emocionantes que han surgido en estos últimos años".

## Historia

### Comienzos
La vocalista Rakel Mjöll nace en Islandia y pasa ocho años de su infancia viviendo en Santa Clara y San José, California. Recibió formación en jazz y ópera en su adolescencia en Reikiavik. La bajista Bella Podpadec, criada en Somerset, conoció a la guitarrista Alice Go en una "Battle of the Bands" en Mid-Somerset. Las tres mujeres fueron a la Universidad de Brighton y en 2014 formaron la banda como un proyecto de la escuela de arte. El concepto original del trío era formar una "banda femenina falsa" y se grabaron a sí mismas componiendo las canciones que finalmente interpretarían en la exposición de una galería de arte. La película fue rodada como un falso documental inspirado por This Is Spinal Tap. Tras graduarse, la banda se muda a Londres.
Sus letras a menudo abordan cuestiones relacionadas con el feminismo, los roles de género, la percepción corporal y la cosificación sexual. Las integrantes de la banda han mencionado como influencias a artistas como Be Your Own Pet, Sleigh Bells, Le Tigre, Debbie Harry, Grimes, David Bowie y Madonna. Durante sus conciertos el grupo es conocido por promover una política de "bitches-to-the-front" donde piden a la audiencia que permitan a las mujeres que quieran hacer mosh juntas que se coloquen cerca del escenario.

### Primeros lanzamientos y tour
En 2016 la banda publicó su primer EP autotitulado a través de Cannibal Hymns. El EP fue grabado en la case de los padres de Go en Somerset con su padre tocando la batería. Al siguiente año publicaron otro EP titulado Fire. El título estuvo inspirado en parte por el hecho de que las tres integrantes de la banda naciesen bajo signos astrológicos de fuego -Mjöll y Go son Sagitario y Podpadec es Leo-. Ese mismo año estuvieron de gira por Canadá y también tocaron en festivales como el  Iceland Airwaves en Reikiavik y el South by Southwest en Austin, Texas.
En 2018 editaron su álbum de debut, Dream Wife, con críticas positivas: Joe Goggins de The Independent lo puntuó con 4 de 5 estrellas y destacó que "publicaron un disco de debut que no suena como un trabajo DIY; es una pieza pulida y seguro de punk melódico". Leonie Cooper de NME le dio un 10 de 10 y escribió: "Maldita sea, estábamos esperando tanto tiempo una banda como Dream Wife". Emma Swann de DIY puntuó el disco con 4 de 5 y dijo: "A veces tenemos las bandas que queremos: otras veces -como es el caso de Dream Wife- también tenemos las bandas que necesitamos".
La banda apoyó el lanzamiento de su disco con una extensa gjira por Europa e Norteamérica, abriendo para The Vaccines y Sunflower Bean en algunos de sus conciertos en Estados Unidos y Canadá, para The Kills en otras fechas en Estados Unidos y para Garbage en Reino Unido, Alemania y Francia. Ese mismo año la banda actuó en varias ciudades de Australia como parte del St Jerome's Laneway Festival. En otoño de 2018 Dream Wife comenzó su primera gira por Norteamérica como cabeza de cartel.
Originalmente la banda actuaba con una caja de ritmos, pero desde entonces han estado acompañadas por el batería Alex Paveley.

### Segundo álbum
En 2020 editó su segundo álbum So When You Gonna... recibiendo críticas mayoritariamente positivas. Helenia Wadia de Evening Standard lo describió como "sincero y sin necesidad de pedir disculpas." El álbum fue comparado con varias bandas lideradas por mujeres como  Yeah Yeah Yeahs. El crítico musical Robert Christgau aplaudió la manera en que Mjöll hablaba del sexo y el romance bajo  la perspectiva de una "estrella menor del rock", "desde el enfado hacia el colegueo masculino de 'Sports!' -'El tiempo es dinero/Nunca pidas disculpas/Estas son las reglas' - hasta el final 'After the Rain' en que ella anhela y rechaza una sensibilidad que sólo puede ser provisional en una línea de trabajo que la mantiene en movimiento."

### Tercer álbum y gira mundial
El 9 de junio de 2023, Dream Wife publicó su tercer álbum de estudio, Social Lubrication, nuevamente recibiendo críticas positivas. Para apoyar el lanzamiento, el grupo se embarca en un tour por Estados Unidos, Reino Unido y Europa. En España tocan el mes de noviembre de 2023 en Barcelona, Madrid y San Sebastián. Coincidiendo con el inicio de su gira, el grupo publica un nuevo sencillo titulado Love You More, el cual fue grabado durante las sesiones del álbum..

## Discografía

### Álbumes de estudio
| Álbum                | Año  | Discográfica |
| -------------------- | ---- | ------------ |
| Dream Wife           | 2018 | Lucky Number |
| So When You Gonna... | 2020 | Lucky Number |
| Social Lubrication   | 2023 | Lucky Number |

### Álbum en directo
- IRL (Live in London 2020) (2020)

### EPs
- EP01 (2016)
- Fire EP (2017)

### Sencillos
| Título                        | Año  | Álbum              |
| ----------------------------- | ---- | ------------------ |
| "Hey Heartbreaker"            | 2016 | Dream Wife         |
| "F.U.U."                      | 2016 | Dream Wife         |
| "Somebody"                    | 2017 | Dream Wife         |
| "Fire"                        | 2017 | Dream Wife         |
| "Let's Make Out"              | 2017 | Dream Wife         |
| "Sports!"                     | 2020 | So When You Gonna  |
| "Hasta La Vista"              | 2020 | So When You Gonna  |
| "So When You Gonna"           | 2020 | So When You Gonna  |
| "After The Rain"              | 2020 | So When You Gonna  |
| "Leech"                       | 2022 | Social Lubrication |
| "Hot (Don't Date a Musician)" | 2023 | Social Lubrication |
| "Orbit"                       | 2023 | Social Lubrication |
| "Who Do You Wanna Be"         | 2023 | Social Lubrication |
| "Social Lubrication"          | 2023 | Social Lubrication |
| "Love You More"               | 2023 |                    |